# Missió explosiva
 Missió explosiva (títol original: Chasers) és una comèdia estatunidenca dirigida per Dennis Hopper el 1994. Ha estat doblada al català

## Argument
El 4 de juliol, festa nacional del Dia de la Independència als EUA, un brusc sergent de l'Armada i un jove mariner que està en vigílies de la llicència, han d'escortar amb un camió militar una rossa detinguda en una base naval, i portada a la presó militar per complir una pena de presó per deserció. El jove mariner simpatitza obertament amb la presonera, a qui "menja" amb els ulls, mentre que el sergent tracta de fer el viatge el més curt possible.  Road movie  animat, amb girs constants, intents de fuga de la detinguda afavorits pel comportament massa condescendent del mariner, fins al seu destí final. Aquí té lloc un epíleg sorpresa.

## Repartiment
- Tom Berenger: Rock Reilly
- William McNamara: Eddie Devane
- Erika Eleniak: Toni Johnson
- Crispin Glover: Howard Finster
- Matthew Glave: Rory Blanes
- Grand L. Bush: Vance Dooly
- Dean Stockwell: Stig, venedor de cotxes
- Bitty Schram: Flo, cambrera
- Gary Busey: sergent Vince Banger
- Seymour Cassel: cap Bogg
- Frederic Forrest: Duane, garatgista
- Marilu Henner: Katie, cambrera
- Dennis Hopper: Doggie